# Rajon Dscheti-Ögüs
Der Rajon Dscheti-Ögüs, alternative Schreibweise Jeti-Ögüz,  ist ein Rajon in Kirgisistan. Er ist dem Oblus Yssyk-Köl untergeordnet. Verwaltungssitz ist Kysyl-Suu. Der Rajon wurde 1930 gegründet.

## Geographie
Die Fläche des Rajons beträgt  14.499 km². Er erstreckt sich von der Südküste des Yssykköl-Sees bis zur chinesischen Grenze. Im Osten grenzt er an den Rajon Ak-Suu, im Südosten an die Volksrepublik China, im Südwesten an das Oblus Naryn und im Westen an den Rajon Tong.

## Bevölkerung
| Jahr | Einwohnerzahl |
| ---- | ------------- |
| 1970 | 57.804        |
| 1979 | 61.121        |
| 1989 | 67.597        |
| 1999 | 74.414        |
| 2009 | 82.085        |
| 2021 | 93.392        |

Quellen:
Im Jahr 2009 gab es im Rajon 17.452 Haushalte.

## Gliederung
Der Rajon beinhaltet 47 Dörfer in 13 Landgemeinden. Die 11 Landgemeinden sind:
| Landgemeinde      | Verwaltungssitz   | Einwohner 2009 | Einwohner 2021 |
| ----------------- | ----------------- | -------------- | -------------- |
| Ak-Döbö           | Mundus            | 05.092         | 07.853         |
| Ak-Schyjrak       | Ak-Schyjrak       | 0523           | 0273           |
| Aldaschew         | Saruu             | 07.121         | 08.637         |
| Barskoon          | Barskoon          | 07.001         | 09.260         |
| Darkan            | Darkan            | 06.495         | 07.208         |
| Dschargylschak    | Ak-Terek          | 10.129         | 12.479         |
| Dscheti-Ögüs      | Dscheti-Ögüs      | 09.365         | 11.496         |
| Kysyl-Suu         | Kysyl-Suu         | 13.769         | 17.174         |
| Lipjenka          | Lipenka           | 04.254         | 04.685         |
| Orgotschor        | Orgotschor        | 03.492         | 05.521         |
| Swjetlaja Poljana | Swjetlaja Poljana | 02.690         | 04.140         |
| Tamga             | Tamga             | 05.087         | 06.394         |
| Yrdyk             | Alkym             | 06.617         | 08.366         |
| Gesamt            |                   | 82.085         | 93.392         |